# 企業山
79°55′S 82°0′W / 79.917°S 82.000°W
企業山（英語：Enterprise Hills）是南極洲的山峰，位於埃爾斯沃思地，屬於埃爾斯沃思山脈中赫里蒂奇嶺的一部分，根據美國地質調查局的測量和美國海軍的空中照片被繪入地圖。